# فنومیک
فنومیک مطالعه سیستماتیک صفاتی است که یک فنوتیپ را تشکیل می‌دهند. این موضوع توسط دانشمند دانشگاه کالیفرنیا برکلی و استیون آ. گاران، دانشمند LBNL ابداع شد. به این ترتیب، این یک حوزه پژوهشی فرارشته‌ای است که شامل زیست‌شناسی، علوم داده، مهندسی و دیگر زمینه‌ها می‌شود. فنومیک به اندازه‌گیری فنوتیپ مربوط می‌شود که در آن یک پدیده مجموعه‌ای از صفات (ویژگی‌های فیزیکی و بیوشیمیایی) است که می‌تواند توسط یک جاندار در طول دوره رشد و در پاسخ به جهش ژنتیکی و تأثیر محیطی تولید شود. رابطه بین فنوتیپ و ژنوتیپ به پژوهشگران این توانایی را می‌دهد تا چندنمودی را درک و مطالعه کنند. مفاهیم فنومیک در ژنومیک عملکردی، تحقیقات دارویی، مهندسی متابولیک، تحقیقات کشاورزی و به‌طور فزاینده‌ای در تبارزایی استفاده می‌شود.
چالش‌های فنی شامل بهبود، هم از نظر کمی و هم از نظر کیفی، ظرفیت اندازه‌گیری پدیده‌ها است.